# Lupfig
Lupfig é uma comuna da Suíça, no Cantão Argóvia, com cerca de 1.936 habitantes. Estende-se por uma área de 5,15 km², de densidade populacional de 376 hab/km². Confina com as seguintes comunas: Birr, Birrhard, Hausen, Holderbank, Möriken-Wildegg, Mülligen, Scherz.
A língua oficial nesta comuna é o Alemão.